# Smetana (trein)
De Smetana was een internationale trein tussen Dresden en Wenen en is genoemd naar de Tsjechische componist Bedřich Smetana.

## EuroCity
Op 1 juni 2001 was de EC Smetana de opvolger van de EuroCity Jan Hus. De verlenging van de route van de trein tot Oostenrijk leidde tot de omdoping. Net als alle nieuwe EuroCity's in Oostenrijk werd ook deze naar een componist genoemd. In 2003 werd besloten dat de EuroCity's door het Elbedal voortaan geen naam meer zouden dragen en vanaf 14 december 2003 is de treindienst naamloos voortgezet. De naam keerde terug op 12 december 2004 toen de route aan de noordkant werd ingekort tot Praag hl.n.

### Rollend materieel
De dienst startte met getrokken treinen met rijtuigen van de Tsjechische spoorwegen. Vanaf 2006 worden treinstellen van de serie 680, de Tsjechische variant van de pendolino, ingezet.

### Route en dienstregeling

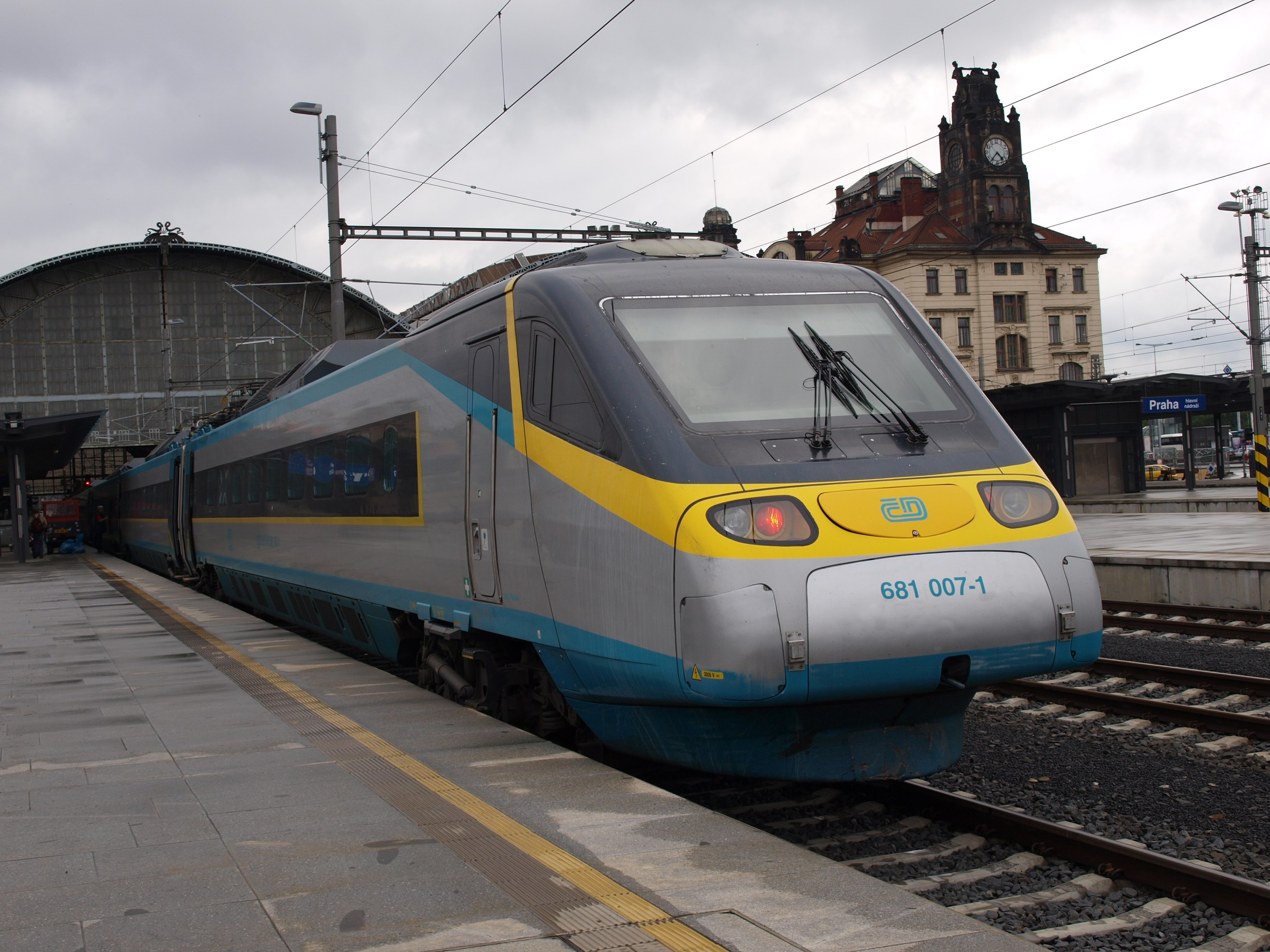
Treinstel serie 680 in Praag Hl.n.

| EC 279 | land       | station                       | km | EC 278 |
| ------ | ---------- | ----------------------------- | -- | ------ |
| 07:59  | Duitsland  | Dresden Hbf                   |    | 22:00  |
|        | Duitsland  | Bad Schandau                  |    |        |
|        | Tsjechië   | Děčín hlavní nádraží          |    |        |
|        | Tsjechië   | Ústí nad Labem hlavní nádraží |    |        |
|        | Tsjechië   | Praha-Holešovice              |    |        |
|        | Tsjechië   | Kolín                         |    |        |
|        | Tsjechië   | Pardubice hlavní nádraží      |    |        |
|        | Tsjechië   | Brno hlavní nádraží           |    |        |
|        | Tsjechië   | Břeclav                       |    |        |
|        | Oostenrijk | Hohenau                       |    |        |
|        | Oostenrijk | Wien Simmering                |    |        |
|        | Oostenrijk | Wien Südbahnhof               |    | 15:39  |